# Wave (album de Patrick Watson)
Pour les articles homonymes, voir Wave.
Albums de Patrick Watson
Love Songs for Robots
(2015) Better in the Shade
(2022)
Singles de Patrick Watson
Mélancolie
Featuring Safia Nolin
(2018) Lost With You
(2020)
Singles
1. Broken
Sortie : 16 novembre 2017
2. Melody Noir
Sortie : 10 juillet 2018
3. Dream for Dreaming
Sortie : 5 septembre 2019

Wave est le sixième album studio de Patrick Watson et de son groupe de rock indépendant canadien, sorti le 18 octobre 2019 sous le label Secret City Records. Il est précédé de trois singles, Broken, Melody Noir et Dream for Dreaming, tous trois respectivement publiés les 16 novembre 2017, 18 juillet 2018 et 5 septembre 2019.
L'album est un grand succès critique.

## Contexte et production

### Genèse
Selon Patrick Watson, Wave n'a au départ pas été pensé en tant qu'album. Il ne s'agissait en effet que d'une sélection de titres écrits par Watson, une sorte d'introspection de mélodies composées sur plusieurs années depuis l'album précédent, Love Songs for Robots (2015).

### Tonalités de l'album
Ce nouvel album se démarque des précédents du groupe par sa tonalité plus calme, intime et mélancolique. Les chansons, plus dramatiques, sont marquées par les récents deuils de Watson : la disparition de sa mère, une séparation amoureuse, le départ de Robbie Kurster, batteur du groupe,,... Selon Watson, Wave exprime des chansons de douleur qui racontent « les moments durs, les moments fous, les moments chaotiques et les moments où j'ai vu ma vie différemment, où je l'ai vue prendre une multitude de formes ».

### Titre
Le titre, Wave, fait référence à l'image de la vague en métaphore des difficultés de l'existence ; les épreuves vous submergent sans qu'il n'y ait rien d'autre à faire que de se laisser porter en attendant que la vague passe,. Comme Watson le dit lui-même :
« Wave, c’est ce moment où tu te fais prendre par une grosse vague. »

## Sortie de l'album
Le premier single, Broken sort le 16 novembre 2017. Près de huit mois après, le 18 juillet 2018, le deuxième single de l'album est publié : Melody Noir, une chanson aux imprégnations hispaniques et inspiré d'un morceau du compositeur Simon Díaz. Le single a accumulé près de 4 millions d'écoute. Le 5 septembre 2019, le troisième et dernier single de l'album, Dream for Dreaming, sort : il est inspiré par John Lennon et son clip met en scène la journée d'une marionnette mélancolique,.
Le 18 octobre 2019, l'album Wave paraît.

## Liste des titres
| 1.    | Dream for Dreaming   | 3:39 |
| 2.    | The Wave             | 4:17 |
| 3.    | Strange Rain         | 2:59 |
| 4.    | Melody Noir          | 3:15 |
| 5.    | Broken               | 4:37 |
| 6.    | Turn Out The Lights  | 4:14 |
| 7.    | Wild Flower          | 3:40 |
| 8.    | Look At You          | 3:12 |
| 9.    | Drive                | 3:27 |
| 10.   | Here Comes The River | 4:14 |
| 37:34 |                      |      |

## Réception

### Critique
Wave reçoit des retours généralement positifs de la part des critiques. Chez Metacritic, l'album se voit attribuer une note moyenne de 73 sur 100, sur la base de 7 critiques.
Sur la revue Sputnikmusic, qui attribue à l'album une note de 4.5 sur 5, un membre du site explique que l'album possède une « texture et esthétique à couper le souffle, perfectionné par un artiste qui a clairement pris son temps pour accentuer la beauté et la tristesse de chaque instant »,.
Sur le site québécois Le Canal Auditif, l'album reçoit une note de 8,5 sur 10. Gabriel Vignola en fait l'éloge : « Patrick Watson signe ainsi un album bouleversant, son plus abouti jusqu’ici, peut-être le plus puissant de sa carrière. »

### Nominations
L'album a été nommé au Prix Juno 2020 dans la catégorie Album adulte alternatif de l'année.

## Crédits

### Membres du groupe
- Patrick Watson : piano, chant
- Joe Grass : guitare acoustique, guitare électrique
- Robbie Kuster : batterie
- Mishka Stein : contrebasse

#### Chants et accompagnements
- Charlotte Loseth
- Erika Angell
- Ariel Engle (en)

### Équipes techniques et production
- Production, composition : Patrick Watson
- Mixage : Patrick Watson, Rob Heaney
- Direction artistique, photographie : Brigitte Henry
- Graphisme : Catherine Pelletier